# Матвеевка (Хабаровский край)
Матвее́вка — село в Хабаровском районе Хабаровского края. Входит в Тополевское сельское поселение.

## География
Село Матвеевка — спутник города Хабаровска, на юге граничит с территорией Хабаровского аэропорта.
От села Матвеевка на восток идёт дорога к селу Смирновка, на запад — к ТЭЦ-3, на север — к селу Заозёрное.

## Население
| 1992 | 2002  | 2010  | 2011  | 2012  | 2021  |
| ---- | ----- | ----- | ----- | ----- | ----- |
| 1600 | ↗2567 | ↗2974 | ↗2984 | ↗3052 | ↘2914 |

## Инфраструктура

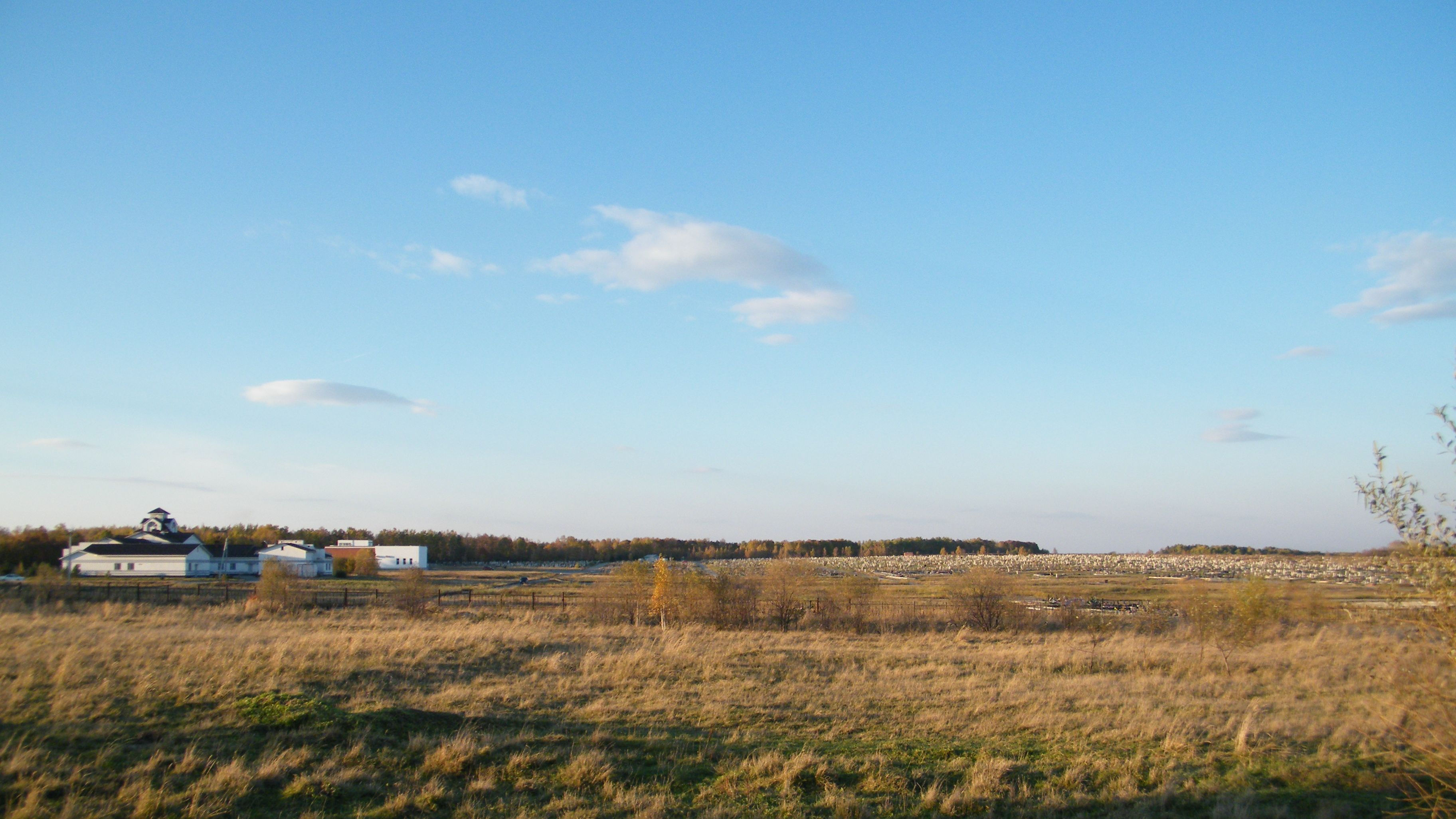
Матвеевское кладбище и крематорий.

- Сельскохозяйственные предприятия Хабаровского района.
- В окрестностях села Матвеевка находятся садоводческие общества хабаровчан.
- В окрестностях села Матвеевка открыто Матвеевское кладбище Хабаровска[7]. С июля 2014 г. работает крематорий.

## Известные односельчане
В селе родился Герой Советского Союза Михаил Музыкин.